# Leiòtrix bec-roig
|  | Per a altres significats sobre l'ocell de la família dels muscicàpids oficialment anomenat Rossinyol del Japó, vegeu «Larvivora akahige». |

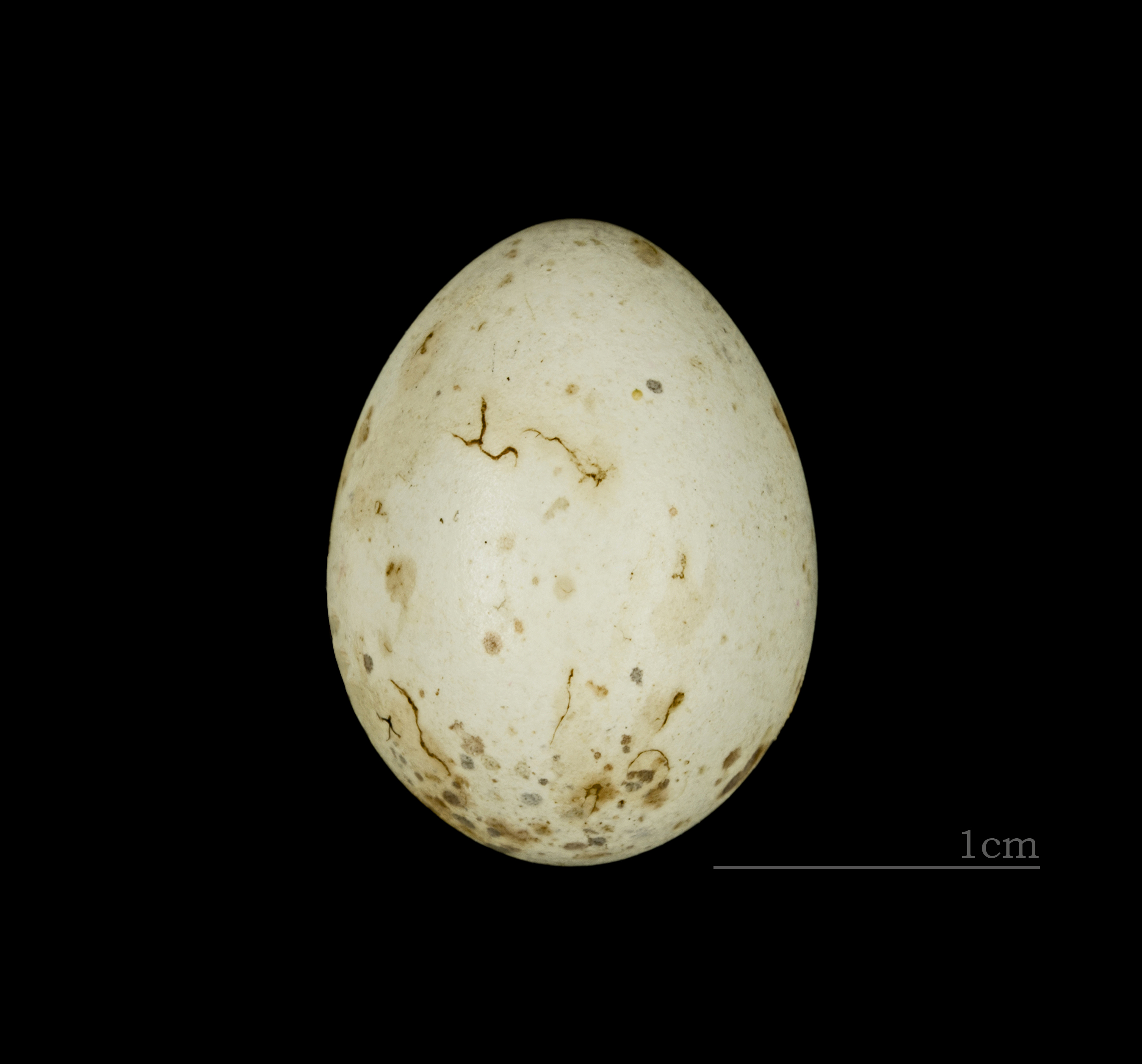
Leiothrix lutea calipyga

El leiòtrix bec-roig, també anomenat popularment, però de forma imprecisa, com a rossinyol del Japó (Leiothrix lutea) és un moixó de la família dels leiotríquids (Leiothrichidae) de brillants colors i emprat com a ocell ornamental. És un petit ocell que fa uns 15 cm de llargària, amb un pes d'uns 21-22 grams, amb cua una mica forcada i escàs dimorfisme sexual, si bé la femella és una mica menys acolorida. El color general és d'un verd grisenc. La gorgera és groga, que esdevé taronja cap al pit i té zones grogues i taronja a les ales. El bec és d'un roig ataronjat i potes color carn.
Habita zones de boscos, matolls i praderies de l'Himàlaia del nord de l'Índia, sud-est del Tibet, Myanmar, sud i centre de la Xina i nord del Vietnam. Introduït a diversos indrets com ara el sud del Japó, les Illes Hawaii i Europa Occidental. Als Països Catalans s'ha constatat la seva presència com a reproductor a zones properes a Barcelona.
El leiòtrix bec-roig no s'ha de confondre amb el rossinyol del Japó (Larvivora akahige) espècie d'ocell de la famíia dels muscicàpids pròpiament originari del Japó.